# パチンコ天国

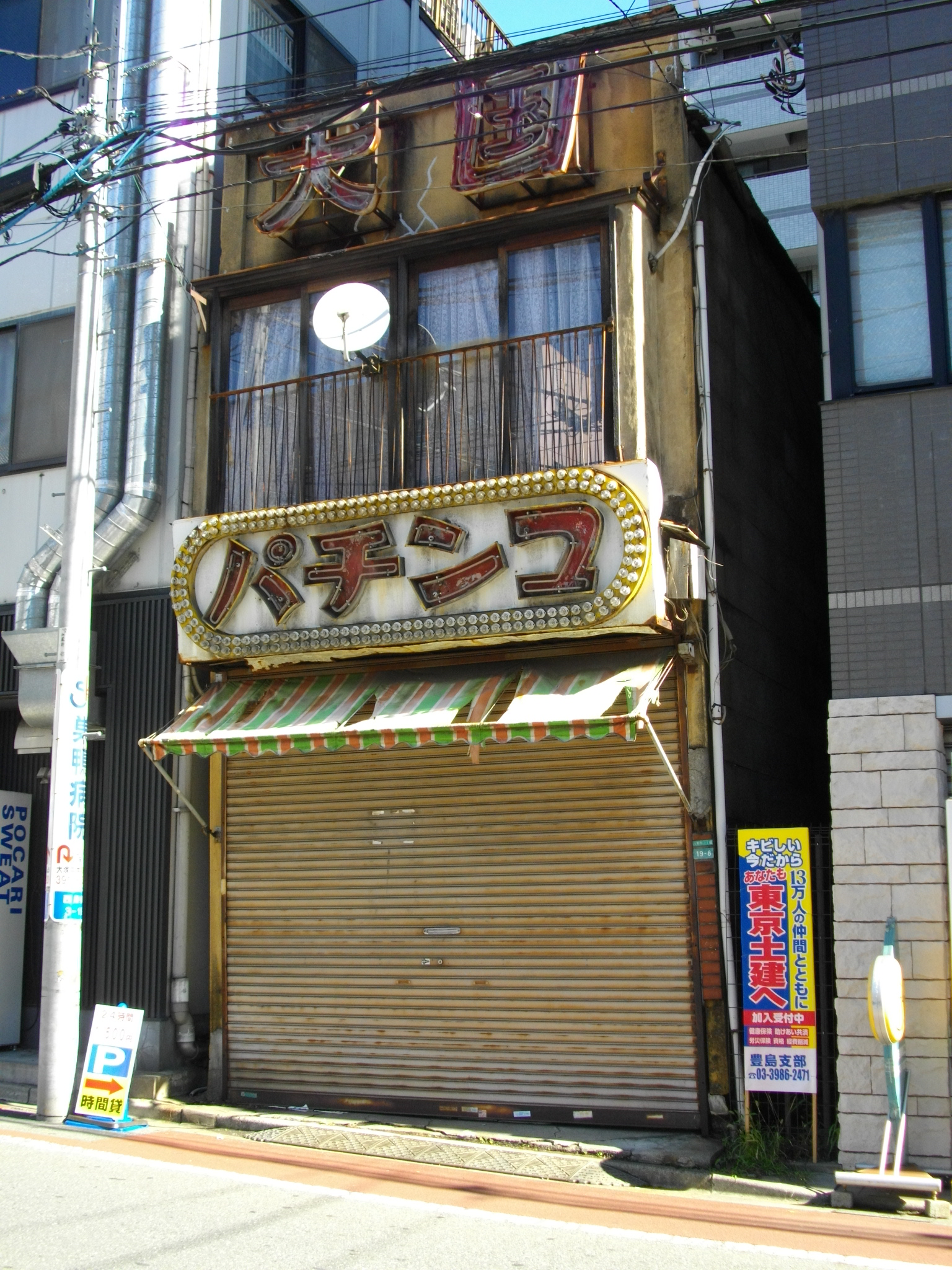
パチンコ天国の店舗（2010年10月撮影）

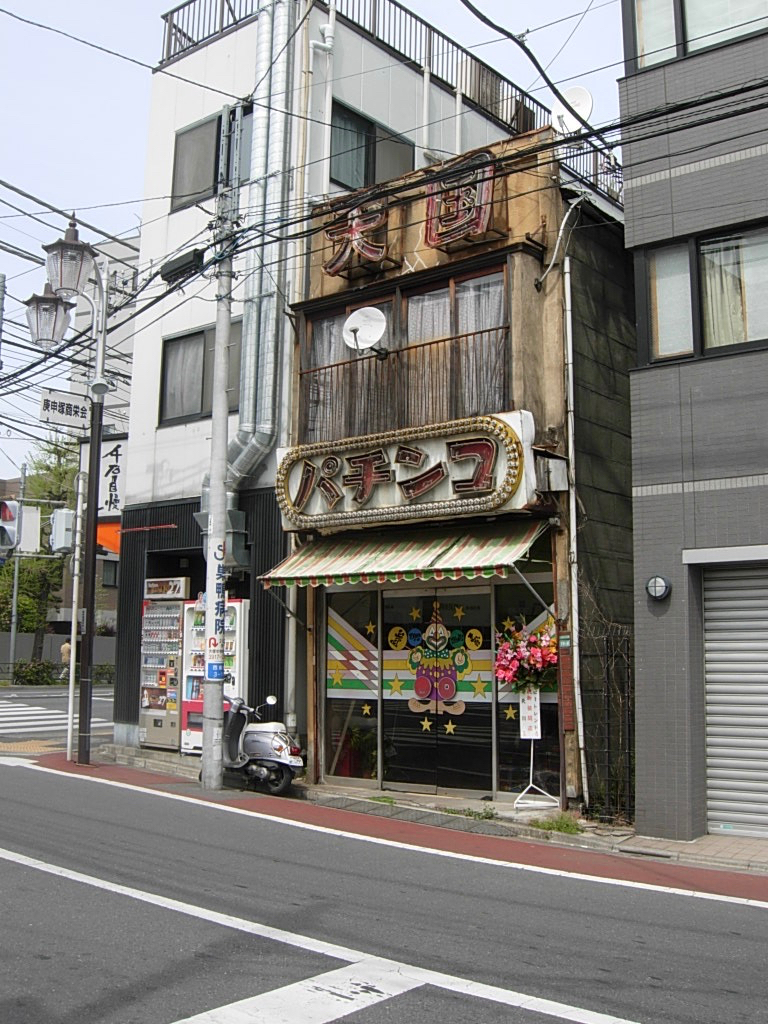
営業中のパチンコ天国 （2007年4月15日）

パチンコ天国（パチンコてんごく）は、東京都豊島区西巣鴨3丁目19-8で営業していた老舗のパチンコ店である。
本項では、長期休業直前（2007年6月24日時点）及び休業後の状況についても記述する。

## 概要
創業は1962年（昭和37年）。台数は全61台。営業時間は10時から22時（2005年6月時点）。定休日は月曜日（月曜日が祝日の場合は火曜日が店休）であった。
2007年（平成19年）7月初旬頃から2008年（平成20年）1月の終わり頃まで約7か月の長期に渡る休業で閉店かと思われたが、2008年（平成20年）2月初旬より営業を再開した。しかし、営業していた遊技台の数は大きく減台し約23台ほどで、ピーク時のおよそ1/3近くにまで減った（2008年2月22日現在）。また、遊技台の機種も昭和時代の一般電役機（普通機、また、チューリップ台ともいう）はすべて姿を消し「花満開煌SV」、「ワンダフルポリス」、また休業直前にもあった「イヤミのここで一発」などの数機種で、2008年2月現在より過去3年以内に登場の機種のみに大きく様変わりし、今まで一般に知られていたパチンコ天国の持つイメージ（昭和時代のチューリップ台や機種が多い）とはかなり異なるものになった感があった。天国はその再開後、約1か月ほど経た3月中旬頃に再び休業となり、2014年（平成26年）4月現在は営業していない。
2017年7月現在、店舗正面に取り付けられていた「天国」と「パチンコ」のネオンが取り外されており、事実上閉業したものと考えられる。

## 営業形態

### 内外観及びパチンコ機種等
いわゆる電子的な機種は少なく「チューリップ」の機種が半数を占めた。またメンテナンスが不十分なパチンコ台もあった。設置機種は昭和時代の一般電役機（普通機、また、チューリップ台ともいう）が中心であったが、比較的新しいものでは、大一商会の「イヤミのここで一発」等もあった（2007年6月24日時点）。
また店舗も20坪前後の狭小な空間で、照明も暗く、一部の看板ネオンは点灯しない。しかしパチンコ営業の草創期の原形を未だとどめていた。年配者が多く訪れる街と言われている巣鴨地区の一角という場所柄も相まって、昭和時代の匂いを色濃く持っている希少なパチンコ店として、専門誌以外でもテレビ等でしばしば天国が紹介、放映された。一方、遊技台の設置期限が2006年ごろから厳守化されたことにともなって、当店でも1/3ほどのコーナーが営業していなかった（2007年6月24日時点）。

### 珍しい設備等
- 日本最古のホールコンピュータが稼働していた（2007年6月24日時点）。
- 旧札（1984年以前の紙幣）が使える両替機があった[9]（2007年6月24日時点）。

## 周辺
旧中山道の沿線で、巣鴨地蔵通り商店街の北西に連なる庚申塚商栄会のほぼ北西端に位置する。至近には大正大学巣鴨キャンパスが建つ。最寄り駅は庚申塚停留場（都電荒川線）、および西巣鴨駅（都営三田線）。

## その他
- 天国は外から見える2階部分にパラボラアンテナが設置されているが、兼住居のためだと思われる。
- その2階部分だが、12 - 13年ほど前[いつ?]に出火して火事になったことがある（2階部分は全焼）。消火のための放水で1階のパチンコ部分も水浸しとなり、再開は困難と思われたが、しばらくして見事再開した。
- インターネット等ではパチンコレトロ台の博物館としての存続や再開を望む声や意見も一部にあった。